# 红矮星号
《红矮星号》（英語：Red Dwarf）是英国BBC电视台的一部科幻邪典情景喜剧。首八季(1988年-1999年)在BBC2台播放，十年後(2009)在子公司收費電視台UKTV附屬頻道Dave播放第九季特別編。由於人氣不滅，所以在2012年又推出第十季；2015年更宣佈第十一季和第十二季將於2016年和2017年推出。
日本曾在1998年的NHK播放第一至第八季配音版，創下深夜時段最高收視，後來在2015年推出第九季和第十季的DVD；香港曾在2001年推出前三季重製版VCD，釋作紅侏儒號。

## 故事簡介
故事讲述任职太空船技工的Dave Lister登上采矿太空船“红矮星号”，因为带猫上船触犯法例，被困在囚室兼冷藏起来，岂料飞船发生核泄漏，所有成員全数罹难化成骨灰，Lister与小猫成为惟一生还者，并于三百万年后醒来。于是Lister、進代成人的小猫後裔Cat、全息投影人Arnold Rimmer以及后来加入的机器人Kryten，還有来自异次元的美女Kristine Kochanski，一起展开了一段奇妙之旅......

## 主角介紹
括號內的名字是港版VCD翻譯
- Dave Lister(李斯特)是一個懶散的工程師，在紅矮星號混日子，他在後續歷險中慢慢變得有勇有謀。他是小隊中唯一一位人類，酷愛結他、印度酒蒜咖哩雞。他的畢生真愛Kristine Kochanski因著平行時空的矛盾，讓Kochanski誕下自己，自己同時帶有父子關係。另外他有一對雙胞胎兒子Jim和Bexley，這是Dave於第二季結局中，與平行宇宙中的女性版自己Deb的意外結晶，詭異的是在轉性宇宙中是由男性生子的，所以是由Dave所生的......雙胞胎後來在平行宇宙所造成的嚴重時差(在出生三日後長大到18歲)於第三季前送回「生父」Deb身邊。而其演員Craig Charles多才多藝，同時是節目報幕員、詩人、DJ、作家等。

- Arnold Rimmer(廉瑪)是在整個前紅矮星號成員中地位第二低的成員，只管Dave一人。在核泄漏時身亡、被電腦Holly選中化成全息投影人。一開始他是觸不到任何東西，直至在第六季由soft light升級為hard light為止。由於兒時經常被家人(第十季結局證實他是私生子)欺侮，導致他內在是有很大的權力欲、渴望成為英雄。他在第七季去了平行宇宙再化成人類Ace Rimmer於二戰英國生活，圓了其英雄夢。在第八季出現了第二個Rimmer---完全沒有核泄漏後化成影像人記憶的人類Rimmer，但他在結局的死亡邊緣中踼了死神下體逃脫，導致他再化成全息投影人。他在第十一季終於被宇宙警察提拔成船長，然而他的自我膨脹令他闖大禍，最終令他甘願放棄高位再做二等技師。其演員Chris Barrie是個印象主義音樂家。

- Cat(貓)是Dave的所養的懷孕黑貓的後裔，並在三百萬年的漫長時間裡進代成人。有如詹姆士·布朗的潮流觸覺，個性愛美、自我中心，帶有貓的本能。除了Rimmer，他是與其他紅矮星號成員相處得愉快。前兩季還是個玩世不恭的小子，從第三季起開始變得成熟，直到第十一季才有一集是以他為主角。他在第十一季結局終於有女友，誰知她卻是雌性帶變種Polymorph所偽裝，而且讓令他經歷與Lister在第二季結局一樣的慘事...其演員Danny John-Jules是在眾主角演員中唯一沒有喜劇家身份，卻是歌手兼舞蹈員(這令到在第二季結局中所唱的歌Tongue Tied，真的在現實的英國單曲排行榜中榜上有名)，他也是CBBC少年劇校園特務的主角之一。

- Kryten(基頓)是一個在所有人都早就死去的太空船上的管家機械人，初初在第二季第一集登場，後來在第三季正式加入小隊。它原本只有「行為約束」功能，後來被Dave教懂它打破程式限制、為自己著想。這個機械人有多種功能：開收音機、吸塵、數碼變焦等，但都裝在相對於人體略為敏感的位置，所以它即使在第四季第二集化成人類，卻因身份危機而放棄當人類的夢想。另外在第七、八季時與Kochanski經常出現摩擦(因為覺得主人Lister重色輕友)，最後卻因她治好Dave而和好。其演員Robert Llewellyn本身是一個電子工程系作家，有出獨立科幻小說系列，也是個科技節目生活科技大解密的主持。

- Holly(荷利)是在紅矮星號裡的擬人電腦程式，原本以男性呈現，但在第二季結局中遇到女性化的自己Hilly後，就以女性外貌現身以此記念它所愛的Hilly，它在第六季失蹤、第七季因電腦更新又換回男性外貌。它在第八季後因著水浸導致電腦壞掉而再沒有出場。兩性分為Norman Lovett和Hattie Hayridge飾演。

- Kristine Kochanski(姬絲)是來自平行時空---當她是紅矮星號的生環者而Dave死去化成全息投影人的時空---的人類，原本世界的她早在第一季第一集身亡。她在第七季正式加入小隊，代替Rimmer的空缺。加入前Dave為了讓Kochanski生個孩子，他就借種給Kochanski，殊不知籍著小管外的字：Ouroboros循環、是與他還是棄嬰時所裝的箱子上的字一樣時，他就得知Kochanski就是自己的生母。然而在第八季和第九季之間的九年間Kochanski卻因太空艙失靈而死亡，但事實上這是Kryten向Dave作的白色謊言隱瞞她對Dave的自毀個性感到失望、想回到原來時空而失蹤的事實。所以在第九季後找回Kochanski，就成為了Lister畢生的目標......前期由Clare Grogan飾演，後期改由Chloë Annett飾演。

## 延伸阅读
- Alexander, Paul. . William Heineman Ltd. 1995. ISBN 978-0-434-00370-9.
- Burnett, Sharon; Hooks, Nicky. . Penguin. 1997. ISBN 978-0-14-027070-9.
- Charles, Craig; Bell, Russell. . Penguin. 1997. ISBN 978-0-14-026862-1.
- Grant; Naylor. . Penguin. 1993. ISBN 978-0-14-017886-9.
- Grant; Naylor. . Penguin. 1996. ISBN 978-0-14-025363-4.
- Grant; Naylor. . Penguin. 1996. ISBN 978-0-14-600243-4.
- Hooks, Nicky; Burnett, Sharon. . Penguin. 1994. ISBN 978-0-14-023662-0.
- Llewellyn, Robert. . Penguin. 1994. ISBN 978-0-14-023575-3.
- Naylor, Doug; Alexander, Paul. . Mandarin. 1996. ISBN 978-0-7493-2374-5.
- Naylor, Doug; Alexander, Paul. . Virgin. 2000. ISBN 978-1-85227-872-4.
- Nazzaro, Joe. . Penguin. 1994. ISBN 978-0-14-023206-6.